# Lexus LC
Lexus LC är coupé som säljs under Lexus, Toyotas varumärke för högprismarknaden. Modellen är baserad på konceptbilen LF-LC:s design, utvecklad av Toyota Calty Design Research i Newport Beach, Kalifornien. LC 500 och LC 500h börjar levereras till Europa i augusti 2017.

## Modellprogram i Sverige

### LC 500h
Lexus LC 500h är en fullhybrid coupémodell som introducerades på den svenska marknaden under sensommaren 2016. Bilen är en variant av konceptbilen LF-LC. Modellen har en 3,5-liters V6-motor och en kraftfull elmotor som samverkar med en 10-stegade Multi Stage Hybrid-transmission. Accelerationen 0–100 km/tim är 5,0 sekunder, medan bränsleförbrukningen vid blandad körning är 6,4 liter/100 km med ett CO2-utsläpp på 145 g/km

### LC 500
Bensinversionen har en 5,0-liters V8-motor på 477 hästkrafter och 10-stegad Direct Shift-automatlåda som gör 0-100 km/tim på 4,7 sekunder. Den har en bränsleförbrukning på 11,5 liter/100 km och ett CO2-utsläpp på 263 g/km.

## Bildgalleri
|  |
|  |

|  |
|  |

|  |
|  |

|  |
|  |

|  |
|  |

|  |
|  |

|  |
|  |